# Reichsvereinigung Schweden-Deutschland
Die Reichsvereinigung Schweden-Deutschland (schwedisch: Riksföreningen Sverige-Tyskland) war eine dem Deutschen Reich freundlich gesinnte, nationalistische akademische Vereinigung in Schweden.

## Geschichte
Die Vereinigung wurde am 14. Dezember 1937 in der südschwedischen Universitätsstadt Lund gegründet. Unter den Initiatoren befanden sich der emeritierte Professor der Anatomie Ivar Broman, der Professor für Geschichte Gottfrid Carlsson, Efraim Liljequist, emeritierter Professor in Praktischer Philosophie, der Professor für Genetik Herman Nilsson-Ehle, der Ethnologe Carl Wilhelm von Sydow, Vater von Max von Sydow, der Mediziner Sune Bergström sowie der Bildhauer Carl Milles. In ihrer Hochzeit hatte die Vereinigung 5.689 Mitglieder, darunter bekannte Persönlichkeiten wie Hjalmar Frisk, Verner von Heidenstam, Sven Hedin, Hans Karl August Simon von Euler-Chelpin, Karl Olivecrona, Hialmar Rendahl und Ivar Tengbom.

### Ziele und Tendenzen
Ziel der Vereinigung war es, „auf reiner schwedischen Grundlage, ohne parteipolitische Stellungnahme, für eine gerechte Beurteilung des neuen Deutschland einzutreten“. Wichtigste Aufgabe war ab 1938, unter Verantwortlichkeit von Herman Nilsson-Ehle, die Herausgabe der Zeitschrift „Sverige-Tyskland“ (Schweden-Deutschland), die als Propagandainstrument für das "neue Deutschland" gelten sollte. Bereits in der ersten Ausgabe der Zeitschrift wurde die politische Tendenz sichtbar. Mit vielen pro-deutschen Propagandabildern wurde die Rückgabe der ehemals deutschen Kolonien gefordert. Die Kriegsgefahr lag laut Ausgabe in der „deutschfeindlichen Außenpolitik“ der Briten. Von „geistiger Neugeburt“ eines ganzen Volkes war ebenso die Rede wie von Hitler als „Staatsmann von Gottes Gnade“.

#### Judenfrage
Auch in der sogenannten Judenfrage bezog die Reichsvereinigung Stellung. So wurden die Novemberpogrome 1938 (in Schweden weiterhin und bis heute euphemistisch „Kristallnacht“ genannt) als „Angriff gegen jüdisches Eigentum“ verharmlost.

### Jahrestreffen 1939

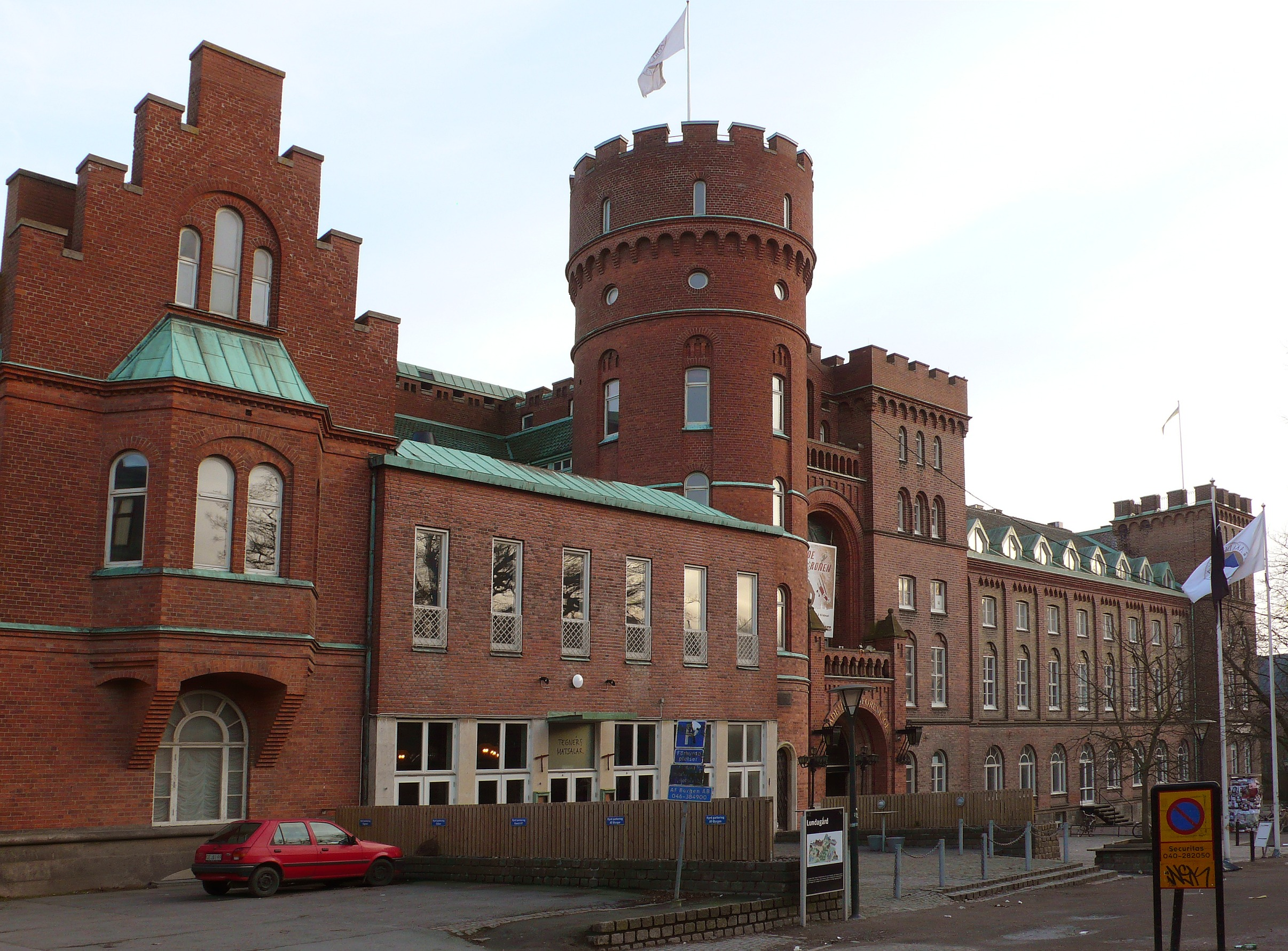
Gebäude der Akademiska Föreningen, AF-borgen in Lund.

Zum ersten öffentlichen Treffen der Vereinigung wurde am 28. März 1939 in die Akademiska Förening geladen. Hauptredner war Sven Hedin, der in seiner Rede die „Verleumdung der linken schwedischen Presse gegenüber Hitler“ scharf angriff und als „Taktlosigkeit gegenüber einem großen Nachbarn“ bezeichnete.
Auf dem Jahrestreffen wurde Herman Nilsson-Ehle als Vorsitzender von Efraim Liljeqvist abgelöst, der sich bereits im Februar 1939 in einem Brief an Nilsson-Ehle für einen „schwedischen Nationalismus“ und eine „kultiviert geprägte, antisemitische Schwedenkampagne“ einsetzte.

### Ende der Vereinigung
Mit Beginn der Invasion Norwegens durch das Deutsche Reich im Jahr 1940 begann sich die Stimmung zu drehen. Besonders die Verschiffung von 700 norwegischen Juden in Konzentrationslager weckte starke Reaktionen in ganz Schweden. 1943 wurden viele dänische Flüchtlinge aufgenommen und dänische Studenten konnten ihr Studium in Lund fortsetzen. Die Akademiska Förening schloss Nazivereinigungen aus ihren Gebäuden aus und im Dezember 1943 beschloss die Wissenschaftliche Vereinigung (nicht die Universität), alle wissenschaftlichen Kontakte nach Deutschland abzubrechen.